# Cistugo lesueuri
Cistugo lesueuri és una espècie de ratpenat de la família dels cistúgids. Viu a Lesotho i Sud-àfrica. El seu hàbitat natural són els herbassars montans i. No hi ha cap amenaça significativa per a la supervivència d'aquesta espècie en general, tot i que algunes poblacions estan amenaçades per la conversió de terra per a ús agrícola.